# 나가사키현 제4구
나가사키현 제4구(長崎県 第4区)는 일본의 중의원 선거구이다. 1994년 공직선거법으로 신설되었다.

## 지역
- 사세보시 일부
- 히라도시
- 마쓰우라시
- 사이카이시
- 기타마쓰우라군
  - 사자정